# Lijst van Alarmschijven in 1992
Deze hits waren in 1992 Alarmschijf bij Veronica en vanaf 10 oktober Radio 3 Alarmschijf:
| Nr.  | Datum        | Artiest                       | Titel                                               | Hoogste positie in Top 40   |
| ---- | ------------ | ----------------------------- | --------------------------------------------------- | --------------------------- |
| 1140 | 4 januari    | East Side Beat                | Ride Like the Wind                                  | 5                           |
| 1141 | 11 januari   | Bad English & John Waite      | Time Stood Still                                    | 7                           |
| 1142 | 18 januari   | Fortuna & Satenig             | O Fortuna                                           | 2                           |
| 1143 | 25 januari   | CeCe Peniston                 | Finally                                             | 6                           |
| 1144 | 1 februari   | Badesalz                      | I Still Haven't Found What I'm Looking For          | 8                           |
| 1145 | 8 februari   | Michael Jackson               | Remember the Time                                   | 3                           |
| 1146 | 15 februari  | Curtis Stigers                | I Wonder Why                                        | 7                           |
| 1147 | 22 februari  | Patrick Bruel                 | Casser la voix (Live)                               | 8                           |
| 1148 | 29 februari  | Gavin Friday                  | I Want to Live                                      | 25                          |
| 1149 | 7 maart      | Ce Ce Peniston                | We Got a Love Thang                                 | 4                           |
| 1150 | 14 maart     | Bruce Springsteen             | Human Touch                                         | 5                           |
| 1151 | 21 maart     | Mr. Big                       | To Be with You                                      | 1(4wk)                      |
| 1152 | 28 maart     | Crowded House                 | Weather with You                                    | 11                          |
| 1153 | 4 april      | Queen                         | Who Wants to Live Forever / Friends Will Be Friends | 7                           |
| 1154 | 11 april     | Double You                    | Please Don't Go                                     | 1(2wk)                      |
| 1155 | 18 april     | Izabella                      | Shame, Shame, Shame                                 | 6                           |
| 1156 | 25 april     | Shawn Christopher             | Don't Lose the Magic                                | 22                          |
| 1157 | 2 mei        | Swing Out Sister              | Am I the Same Girl                                  | 14                          |
| 1158 | 9 mei        | Wet Wet Wet                   | More Than Love                                      | 9                           |
| 1159 | 16 mei       | Guns N' Roses                 | Knockin' on Heaven's Door                           | 1(3wk)                      |
| 1160 | 23 mei       | Joe Public                    | Live and Learn                                      | 3                           |
| 1161 | 30 mei       | Raúl Orellana & Jocelyn Brown | Gypsy Rhythm                                        | 8                           |
| 1162 | 6 juni       | Elton John                    | The One                                             | 11                          |
| 1163 | 13 juni      | Julio Iglesias                | Milonga Sentimental                                 | 11                          |
| 1164 | 20 juni      | Bronx Style Bob               | Forbidden Love                                      | 20                          |
| 1165 | 27 juni      | Mariah Carey & Trey Lorenz    | I'll Be There                                       | 1(2wk)                      |
| 1166 | 4 juli       | Jovanotti                     | Libera L'Anima                                      | 10                          |
| 1167 | 11 juli      | Madonna                       | This Used to Be My Playground                       | 8                           |
| 1168 | 18 juli      | Beckie Bell                   | Steppin' Out Tonight                                | 4                           |
| 1169 | 25 juli      | Jon Secada                    | Just Another Day                                    | 2                           |
| 1170 | 1 augustus   | MC Brains                     | Oochie Coochie                                      | 10                          |
| 1171 | 8 augustus   | Tom Cochrane                  | Life Is a Highway                                   | 27                          |
| 1172 | 15 augustus  | Right Said Fred               | Daydream / Those Simple Things                      | 20                          |
| 1173 | 22 augustus  | Céline Dion                   | If You Asked Me To                                  | 27                          |
| 1174 | 29 augustus  | Inner Circle                  | Sweat (A La La La La Long)                          | 1(5wk)                      |
| 1175 | 5 september  | Brian May                     | Too Much Love Will Kill You                         | 1(3wk)                      |
| 1176 | 12 september | Michael Jackson               | Jam                                                 | 9                           |
| 1177 | 19 september | Undercover                    | Baker Street                                        | 2                           |
| 1178 | 26 september | Bob Marley & The Wailers      | Iron Lion Zion                                      | 4                           |
| 1179 | 3 oktober    | One More Time                 | Highland                                            | 18                          |
| 1180 | 10 oktober   | Bon Jovi                      | Keep the Faith                                      | 10 / 1e Radio 3 Alarmschijf |
| 1181 | 17 oktober   | Ruth Jacott & Hans Vermeulen  | Teygo Makandra                                      | 20                          |
| 1182 | 24 oktober   | Tasmin Archer                 | Sleeping Satellite                                  | 9                           |
| 1183 | 31 oktober   | En Vogue                      | Free Your Mind                                      | 7                           |
| 1184 | 7 november   | Us3                           | Cantaloop (Flip Fantasia)                           | 17                          |
| 1185 | 14 november  | Guns N' Roses                 | Yesterdays                                          | 6                           |
| 1186 | 21 november  | Charles & Eddie               | Would I Lie to You?                                 | 2                           |
| 1187 | 28 november  | U2                            | Who's Gonna Ride Your Wild Horses                   | 13                          |
| 1188 | 5 december   | The Jayhawks                  | Take Me with You (When You Go)                      | 23                          |
| 1189 | 12 december  | Sonic Surfers & Jocelyn Brown | Take Me Up                                          | 10                          |
| 1190 | 19 december  | BFI                           | Why Not Jazz?                                       | 9                           |
| 1191 | 26 december  | Peter Gabriel                 | Steam                                               | 16                          |

1969 ·
1970 ·
1971 ·
1972 ·
1973 ·
1974 ·
1975 ·
1976 ·
1977 ·
1978 ·
1979 ·
1980 ·
1981 ·
1982 ·
1983 ·
1984 ·
1985 ·
1986 ·
1987 ·
1988 ·
1989 · 
1990 · 
1991 · 
1992 · 
1993 · 
1994 · 
1995 · 
1996 · 
1997 · 
1998 · 
1999 · 
2000 · 
2001 · 
2002 · 
2003 · 
2004 · 
2005 · 
2006 · 
2007 · 
2008 · 
2009 ·
2010 ·
2011 ·
2012 ·
2013 ·
2014 ·
2015 ·
2016 ·
2017 ·
2018 ·
2019 ·
2020 ·
2021 ·
2022 ·
2023 ·
2024 ·
2025